# Рот, Себастьен
Себастьен Рот (фр. Sébastien Roth; род. 1 апреля 1978, Бонкур, Юра) — швейцарский футболист, игравший на позиции вратаря.

## Клубная карьера
Профессиональную карьеру начал в 1994 году в «Делемон». В 1998 году перешёл в «Золотурн». Через 2 года подписал контракт с клубом «Серветт». В 2005 году 11 матчей сыграл за французскую команду «Лорьян». Позже также выступал за ряд швейцарских клубовː «Шенуа», «Шаффхаузен» «Ле-Мон» и «Этуаль» (Каруж).

## Карьера за сборную
Рот был включён в состав сборной на Чемпионат Европы 2004 в Португалии. Но Себастьен не провёл ни одного официального матча за сборную.